# Puchar Ligi Francuskiej w piłce nożnej (2014/2015)
Puchar Ligi Francuskiej w piłce nożnej sezonu 2014/2015 – 21. edycja rozgrywek pucharowych organizowanych przez Ligue de Football Professionnel. W rozgrywkach brały udział 42 profesjonalne kluby sportowe zrzeszone we francuskiej federacji. Mecz finałowy odbył się na stadionie Stade de France w Paryżu.
Puchar obroniła drużyna Paris Saint-Germain.

## Uczestnicy
| Grający od 1/16 finału                                                                                        | Grający od 1/32 finału | Grający od pierwszej rundy | Grający od pierwszej rundy     |
| Ligue 1 6 drużyn                                                                                              | Ligue 1 14 drużyn | Ligue 2 20 drużyn | Championnat National 2 drużyny |
| - Olympique Lyon - Lille OSC - AS Saint-Étienne - En Avant Guingamp - AS Monaco FC - Paris Saint-Germain F.C. | - Evian TG - Stade Reims - Montpellier HSC - SM Caen - FC Nantes - RC Lens - SC Bastia - Toulouse FC - OGC Nice - Stade Rennais - FC Lorient - Girondins Bordeaux - Olympique Marsylia - FC Metz | - Valenciennes FC - Tours FC - Stade Lavallois - AS Nancy - AC Arles-Avignon - Clermont Foot - US Orléans - Angers SCO - Stade Brestois 29 - Troyes AC - Dijon FCO - Sochaux-Montbéliard - Le Havre AC - Chamois Niortais FC - AJ Auxerre - Nîmes Olympique - US Créteil-Lusitanos - Gazélec Ajaccio - AC Ajaccio - LB Châteauroux | - FC Istres - CA Bastia        |

## Pierwsza runda
Pierwsza runda turnieju została rozegrana 12 sierpnia 2014. Zwycięskie drużyny zakwalifikowały się do drugiej rundy rozgrywek.
| 12 sierpnia 2014 | Valenciennes | 1:3 | Troyes                                 |                                                                   |
|                  | Nguette 56'  |     | Gimbert 23' · Ayasse 58' · Darbion 74' | Stade du Hainaut, Valenciennes Widzów: 4640 Sędzia: Olivier Thual |

| 12 sierpnia 2014 | Tours                | 2:2 k. 2:4 | Dijon FCO             |                                                                        |
|                  | Diaz 6' · Adnane 64' |            | Diony 66' · Babit 71' | Stade de la Vallée du Cher, Tours Widzów: 3578 Sędzia: Sylvain Palhies |

| 12 sierpnia 2014 | Lavallois                   | 2:0 | Sochaux |                                                                      |
|                  | Robic 11' · Gonçalves 90+3' |     |         | Stade Francis Le Basser, Laval Widzów: 5737 Sędzia: Alexandre Castro |

| 12 sierpnia 2014 | Nancy                      | 2:1 | Le Havre AC |                                                                       |
|                  | Coulibaly 12' · Grange 45' |     | Manzala 55' | Stade Marcel Picot, Tomblaine Widzów: 12579 Sędzia: Sébastien Moreira |

| 12 sierpnia 2014 | AC Arles-Avignon        | 3:2 | Chamois Niortais |                                                                      |
|                  | Ngakoutou 19', 54', 86' |     | Koné 24', 70'    | Parc des Sports, Avignon Widzów: 1093 Sędzia: Alexandre Perreau Niel |

| 12 sierpnia 2014 | Clermont Foot | 1:0 | Istres |                                                                              |
|                  | Capelle 5'    |     |        | Stade Gabriel Montpied, Clermont-Ferrand Widzów: 1962 Sędzia: Romain Delpech |

| 12 sierpnia 2014 | Orléans    | 1:1 k. 3:4 | Auxerre    |                                                                   |
|                  | Maah 45+4' |            | Chérif 44' | Stade de la Source, Orléans Widzów: 4089 Sędzia: Yohann Rouinsard |

| 12 sierpnia 2014 | Angers SCO               | 2:1 | Nîmes Olympique |                                                              |
|                  | Blayac 7' · Thomas 90+1' |     | Nouri 10'       | Stade Jean Bouin, Angers Widzów: 4425 Sędzia: Amaury Delerue |

| 12 sierpnia 2014 | CA Bastia   | 1:2 | Créteil                     |                                                                 |
|                  | Ripart 108' |     | Diedhiou 96' · Essombé 105' | Stade Armand Cesari, Furiani Widzów: 450 Sędzia: Didier Falcone |

| 12 sierpnia 2014 | Brest        | 1:1 k. 2:4 | Ajaccio   |                                                                |
|                  | Grougi 90+1' |            | Larbi 64' | Stade Francis-Le Blé, Brest Widzów: 4917 Sędzia: William Lavis |

## Druga runda
Do drugiej rundy zakwalifikowało się 10 zwycięzców rundy poprzedniej oraz kluby Ajaccio i Châteauroux. Mecze zostały rozegrane 26 sierpnia 2014 roku. 
| 26 sierpnia 2014 | Auxerre                 | 3:0 | Nancy |                                                                           |
|                  | Viale 9', 41' (k.), 73' |     |       | Stade de l'Abbé-Deschamps, Auxerre Widzów: 3757 Sędzia: Sébastien Desiage |

| 26 sierpnia 2014 | Châteauroux | 1:3 | Clermont Foot                          |                                                                        |
|                  | Thil 19'    |     | Sawadogo 35' · Novillo 82' · Saadi 90' | Stade Gaston-Petit, Châteauroux Widzów: 2912 Sędzia: Sébastien Desiage |

| 26 sierpnia 2014 | Angers SCO   | 1:2 | AC Arles-Avignon |                                                            |
|                  | Eudeline 24' |     | Hammar 66', 75'  | Stade Jean Bouin, Angers Widzów: 3584 Sędzia: Johann Hamel |

| 26 sierpnia 2014 | Lavallois  | 1:0 | Dijon FCO |                                                                  |
|                  | Diallo 51' |     |           | Stade Francis Le Basser, Laval Widzów: 3824 Sędzia: Floris Aubin |

| 26 sierpnia 2014 | Créteil                  | 2:1 | Ajaccio      |                                                                          |
|                  | Seck 34' · Piquionne 80' |     | François 45' | Stade Dominique Duvauchelle, Furiani Widzów: 1812 Sędzia: Olivier Husset |

| 26 sierpnia 2014 | Troyes      | 1:4 | Ajaccio                                     |                                                              |
|                  | Azamoum 67' |     | Madri 52' · Fauvergue 54' · Oliech 59', 65' | Stade de l’Aube, Troyes Widzów: 6904 Sędzia: Stephane Jochem |

## Trzecia runda
Do trzeciej rundy zakwalifikowało się 6 zwycięzców rundy poprzedniej oraz 14 zespołów z Ligue 1, które nie brały udziału w europejskich pucharach. Mecze zostały rozegrane 28 i 29 października 2014 roku. 
| 28 października 2014 | Evian   | 1:2 | Lorient                |                                                             |
| 20:00                | Wass 8' |     | Lavigne 15' · Ayew 73' | Parc des Sports, Annecy Widzów: 4526 Sędzia: Clément Turpin |

| 28 października 2014 | Stade de Reims                | 2:3 | AC Arles-Avignon                        |                                                                  |
| 20:00                | de Préville 29' · Courtet 90' |     | Niang 63' · Savanier 81' · Ouaamar 102' | Stade Auguste Delaune, Reims Widzów: 7336 Sędzia: Antony Gautier |

| 28 października 2014 | Montpellier HSC | 0:1 | Ajaccio   |                                                                        |
| 20:00                |                 |     | Madri 44' | Stade de la Mosson, Montpellier Widzów: 7386 Sędzia: Sebastien Moreira |

| 28 października 2014 | SM Caen                                      | 4:3 | Clermont Foot                          |                                                                    |
| 20:00                | Feret 55' · Duhamel 72', 120+1' · Bazile 83' |     | Dugimont 49' · Novillo 61' · Diogo 88' | Stade Michel d'Ornano, Caen Widzów: 8635 Sędzia: Bartolomeu Varela |

| 28 października 2014 | FC Nantes                                      | 4:0 | Lavallois |                                                                       |
| 20:00                | Shechter 4', 90+1' · Bessat 57' · Bangoura 72' |     |           | Stade de la Beaujoire, Nantes Widzów: 24551 Sędzia: Sebastien Desiage |

| 28 października 2014 | RC Lens | 0:2 | Créteil                 |                                                                   |
| 20:00                |         |     | Lesage 58' · Genest 87' | Stade de la Licorne, Amiens Widzów: 3848 Sędzia: Alexandre Castro |

| 28 października 2014 | Bastia                     | 3:1 | Auxerre    |                                                                 |
| 20:00                | Ayité 58' · Cissé 64', 71' |     | Mbombo 13' | Stade Armand Cesari, Bastia Widzów: 4381 Sędzia: Amaury Delerue |

| 28 października 2014 | Toulouse FC    | 1:3 | Girondins Bordeaux                       |                                                                 |
| 21:00                | Akpa-Akpro 84' |     | Pallois 17' · Contento 24' · Diabaté 68' | Stadion Municipal, Toulouse Widzów: 11331 Sędzia: Fredy Fautrel |

| 29 października 2014 | OGC Nice                                      | 3:3 k. 2:3 | FC Metz                               |                                                         |
| 18:30                | Maupay 20' · Bosetti 37' · Cvitanich 88' (k.) |            | Palomino 5' · Ngbakoto 13' · Vion 17' | Allianz Riviera, Nice Widzów: 9560 Sędzia: Ruddy Buquet |

| 29 października 2014 | Stade Rennes                  | 2:1 | Olympique Marsylia |                                                                         |
| 20:45                | Konradsen 60' · Hosiner 90+3' |     | Batshuayi 19'      | Stade de la Route de Lorient, Rennes Widzów: 26660 Sędzia: Said Ennjimi |

## Czwarta runda
Do czwartej rundy zakwalifikowało się 10 zwycięzców poprzedniej rundy oraz 6 klubów Ligue 1, które brały udział w europejskich rozgrywkach. Mecze zostały rozegrane 16 i 17 grudnia 2014 roku. 
| 16 grudnia 2014 | Bastia                              | 3:2 | SM Caen               |                                                                |
| 18:00           | Gillet 42' · Koné 89' · Mokulu 103' |     | Privat 12' · Saez 72' | Stade Armand Cesari, Bastia Widzów: 3034 Sędzia: Philippe Kalt |

| 16 grudnia 2014 | FC Nantes                                                    | 4:2 | FC Metz                   |                                                                       |
| 21:00           | Vizcarrondo 71' · Gakpé 83' (k.) · Audel 92' · Bangoura 118' |     | Falcón 60' · Doukouré 62' | Stade de la Beaujoire, Nantes Widzów: 12601 Sędzia: Nicolas Rainville |

| 17 grudnia 2014 | Lorient | 0:1 | AS Saint-Étienne |                                                                |
| 18:40           |         |     | Hamouma 48'      | Stade du Moustoir, Lorient Widzów: 9015 Sędzia: Benoît Bastien |

| 17 grudnia 2014 | AC Arles-Avignon | 0:2 | EA Guingamp                |                                                             |
| 21:00           |                  |     | Mandanne 13' · Beauvue 68' | Parc des Sports, Avignon Widzów: 1676 Sędzia: Wilfried Bien |

| 17 grudnia 2014 | Stade Rennes | 1:0 | Créteil |                                                                           |
| 21:00           | Armand 69'   |     |         | Stade de la Route de Lorient, Rennes Widzów: 12300 Sędzia: Mickael Lesage |

| 17 grudnia 2014 | Olympique Lyon | 1:1 k. 4:5 | AS Monaco    |                                                          |
| 21:00           | Lacazette 105' |            | Carrasco 94' | Stade Gerland, Lyon Widzów: 21541 Sędzia: Antony Gautier |

| 17 grudnia 2014 | Lille OSC | 1:1 k. 6:5 | Girondins Bordeaux |                                                                 |
| 21:00           | Frey 30'  |            | Mariano 16'        | Stade Pierre-Mauroy, Lille Widzów: 10035 Sędzia: Clément Turpin |

| 17 grudnia 2014 | Ajaccio          | 1:3 | Paris Saint-Germain                    |                                                                   |
| 21:00           | Cavalli 27' (k.) |     | Cavani 54' · Aurier 80' · Bahebeck 84' | Stade François Coty, Ajaccio Widzów: 4980 Sędzia: Stéphane Lannoy |

## Ćwierćfinał
Pary ćwierćfinałowe zostały rozlosowane 17 grudnia 2014 roku. Do ćwierćfinału zakwalifikowało się 8 zwycięzców poprzedniej rundy. Mecze zostały rozegrane 13 i 14 stycznia 2015 roku.
| 13 stycznia 2015 | Bastia                                       | 3:1 | Stade Rennes |                                                                 |
| 18:40            | Squillaci 46' · Danzé 71' (sam.) · Cissé 90' |     | Armand 12'   | Stade Armand Cesari, Bastia Widzów: 4836 Sędzia: Clément Turpin |

| 13 stycznia 2015 | AS Saint-Étienne | 0:1 | Paris Saint-Germain |                                                                           |
| 21:00            |                  |     | Ibrahimović 72'     | Stade Geoffroy Guichard, Saint-Etienne Widzów: 28855 Sędzia: Saïd Ennjimi |

| 14 stycznia 2015 | AS Monaco                   | 2:0 | EA Guingamp |                                                               |
| 17:00            | Berbatov 8' · Martial 90+4' |     |             | Stade Louis II, Monaco Widzów: 4785 Sędzia: Nicolas Rainville |

| 14 stycznia 2015 | Lille OSC             | 2:0 | FC Nantes |                                                               |
| 21:00            | Corchia 9' · Kjær 69' |     |           | Stade Pierre-Mauroy, Lille Widzów: 11106 Sędzia: Ruddy Buquet |

## Półfinał
Pary półfinałowe wylosowano 14 stycznia 2015 roku. Mecze półfinałowe rozegrane zostały 3 i 4 lutego 2015 roku.
| 3 lutego 2015 | Lille OSC | 0:1 | Paris Saint-Germain |                                                                  |
| 21:00         |           |     | Maxwell 27'         | Stade Pierre-Mauroy, Lille Widzów: 41977 Sędzia: Lionel Jaffredo |

| 4 lutego 2015 | AS Monaco | 0:0 k. 6:7 | Bastia |                                                            |
| 21:00         |           |            |        | Stade Louis II, Monaco Widzów: 8260 Sędzia: Antony Gautier |

## Finał
Finał turnieju rozegrano 11 kwietnia 2015 roku na stadionie Stade de France, Saint-Denis.
| 11 maja 2015 | Bastia | 0:4 | Paris Saint-Germain                           |                                                                   |
| 21:00        |        |     | Ibrahimović 21' (k.), 41' · Cavani 80', 90+2' | Stade de France, Saint-Denis Widzów: 71969 Sędzia: Benoît Bastien |